# Cardiandra moellendorffii
Cardiandra moellendorffii är en hortensiaväxtart som först beskrevs av Henry Fletcher Hance, och fick sitt nu gällande namn av Hisao Migo. Cardiandra moellendorffii ingår i släktet Cardiandra och familjen hortensiaväxter. Utöver nominatformen finns också underarten C. m. laxiflora.